# Michael Robinson (calciatore)
Michael John Robinson (Leicester, 12 luglio 1958 – Madrid, 27 aprile 2020) è stato un calciatore irlandese.
Di ruolo attaccante, disputò oltre 300 gare ufficiali in Inghilterra per cinque diversi club, e giocò le sue ultime due stagioni in Spagna, all'Osasuna.
Al termine della carriera rimase a vivere in Spagna fino ad ottenerne la cittadinanza. È morto all'età di 61 anni per un melanoma.

## Commentatore televisivo
Dopo il ritiro Robinson iniziò a commentare i mondiali di calcio del 1990 per la Radio Televisión Española. In seguito lavorò come presentatore di Canal+, dove condusse il programma El día después per 14 anni (1991–2005) e fu chiamato a commentare partite di rugby.
Prestò anche la voce della sorella brutta nella versione spagnola del film di animazione Shrek.

## Palmarès

### Club
- Campionato inglese: 1

Liverpool: 1983-1984
- Coppa di Lega inglese: 1

Liverpool: 1983-1984
- Coppa dei Campioni: 1

Liverpool: 1983-84